# Pałac Narodowy w Meksyku
Pałac Narodowy (hiszp. Palacio Nacional) – okazały pałac znajdujący się w centrum miasta Meksyk, siedziba władz Meksyku. Budynek stoi przy placu Konstytucji (Zócalo), rozciąga się na ponad 200 metrów zajmując jego całą wschodnią pierzeję. 
Główną atrakcją turystyczną pałacu są murale autorstwa Diego Rivery, zdobiące wnętrza pałacu a przedstawiające historię Meksyku od czasów prekolumbijskich.